# 魯平公
魯平公（？—前303年），姬姓，名叔，《世本》名旅，為戰國諸侯國魯國君主，魯國第三十三任君主，他為魯景公兒子。前323年，魯景公卒，他承襲擔任該國君主，此時正是韓、魏、趙、燕、中山五国相王之年，在位20年。
楊寬考証其在位時間在前322年—前303年。